# Parapterois
Parapterois és un gènere de peixos verinosos pertanyent a la família dels escorpènids.
Els seus cossos són de color vermell i negre. Les aletes pectorals es troben esteses. Són sedentaris. Es troben a l'Índic i el Pacífic occidental. Es venen com a peix d'aquari.

## Taxonomia
- Parapterois heterura (Bleeker, 1856)[2]
- Parapterois macrura (Alcock, 1896)[3]